# Jean Leonetti
Jean Leonetti (Marsiglia, 9 luglio 1948) è un politico francese, deputato all'Assemblea nazionale dal 1997 al 2011 e di nuovo dal 2012 al 2017, ha rappresentato la settima circoscrizione delle Alpi Marittime. È stato presidente dei Repubblicani.

## Biografia
Jean Leonetti nacque in una famiglia di origine corsa e di convinzioni politiche di sinistra, da padre giornalista al Nice-Matin e da madre scrittrice di romanzi storici, dopo essere stati entrambi insegnanti.
Dopo aver studiato all'Università di Aix-Marseille, Jean Leonetti divenne cardiologo.

## Carriera politica
Dopo le dimissioni di Jean-François Copé dalla carica di presidente dell'UMP, Leonetti ha sostenuto la candidatura di Bruno Le Maire come successore di Copé. In seguito ha appoggiato Alain Juppé nelle primarie dei Repubblicani in vista delle elezioni presidenziali del 2017.
Nel 2015, Leonetti è stato l'autore di una legge che ha consentito ai pazienti con rimanenti ore o giorni di vita di interrompere il trattamento e richiedere di essere sottoposti ad anestesia generale fino al momento della morte.

## Posizioni politiche
Nella sua veste di ministro degli affari europei, Leonetti affermò nel 2011 che l'Eurozona avrebbe potuto sopravvivere anche se la Grecia fosse stata costretta a uscire dall'unione monetaria.